# Jean Chastanié
Jean (Jacques) Chastanié est un athlète français du Racing Club de France né le 24 juillet 1875 à Lorient et mort le 14 avril 1948 à Paris, spécialiste des courses de fond. 
Sa carrière sur les pistes s'étale entre 1892 à 1907, soit une quinzaine d'années, fait notable pour l'époque. 
Plus tard, il est devenu fabricant de chapeaux.

## Palmarès[1]
- Jeux olympiques d'été de 1900 à Paris ( France)
  -  Médaille d'argent en 5 000 m par équipe
  -  Médaille de bronze en 2 500 m steeple
  - Quatrième en 5 000 m steeple
- Championnats de France d'athlétisme
  - 400 mètres (1901)
  - 800 mètres (1903)
  - 4000 mètres steeple (1900)
- Challenge Lemonnier par équipes (1903 - avec le RCF)
  -     - 2e du 4000 mètres steeple en 1893
    - 2e du 400 mètres steeple en 1902
    - 2e du 800 mètres en 1904
    - 2e du 800 mètres en 1905
    - 3e du Prix Roosevelt en 1893 (3 miles du RCF)
    - 3e du 'National' (cross-country) en 1894
    - 3e du 1500 mètres en 1905
    - 3e du saut en longueur en 1907
    - 3e du 1500 mètres steeple en 1903
    - (4e du 4000 mètres steeple en 1892)
    - (4e du 'National' en 1904)